# Livet på en sandstrand
Livet på en sandstrand (engelska: Summer Rental) är en amerikansk komedifilm från 1985 i regi av Carl Reiner. I huvudrollerna ses John Candy och Richard Crenna.

## Rollista i urval
- John Candy - Jack Chester
- Karen Austin - Sandy Chester
- Kerri Green - Jennifer Chester
- Joey Lawrence - Bobby Chester
- Aubrey Jene - Laurie Chester
- Rip Torn - Richard Scully
- Richard Crenna - Al Pellet
- John Larroquette - Don Moore
- Richard Herd - Angus MacLachlan
- Lois Hamilton - Vicki Sanders
- Carmine Caridi - Ed Sanders
- Francis X. McCarthy - Hal (som Frank McCarthy)
- Bob Wells - Stan Greene
- Dick Anthony Williams - Dan Gardner
- Reni Santoni - utropare